# Effiat
Effiat település Franciaországban, Puy-de-Dôme megyében. Lakosainak száma 1127 fő (2022. január 1.). Effiat Biozat, Brugheas, Charmes, Bas-et-Lezat, Bussières-et-Pruns, Montpensier, Saint-Clément-de-Régnat és Saint-Genès-du-Retz községekkel határos.

## Népesség
A település népességének változása:
| Lakosok száma | 1106 | 1107 | 1134 | 1119 | 1124 | 1131 | 1134 | 1130 | 1127 |
|               | 2013 | 2015 | 2016 | 2017 | 2018 | 2019 | 2020 | 2021 | 2022 |